# Литвиненко, Игорь Николаевич
Игорь Николаевич Литвиненко (13 октября 1968) — советский и украинский футболист, нападающий, полузащитник.

## Биография
Воспитанник ДЮСШ «Колос» Никополь. В 1984 году играл за дубль команды. В 1985 году сыграл три матча в составе дубля днепропетровского «Днепра». В 1985—1986 годах провёл за «Колос» 28 игр, забил один гол. Во время армейской службы сыграл 45 игр, забил два мяча за СКА (Киев) в 1987 году. В дальнейшем играл за никопольскую команду в 1989—1992 и 1994—1997 годах и за «Кривбасс» Кривой Рог (1992—1993).
Победитель юношеского турнира УЕФА 1985 года.
Сын Александр также футболист.